# Haste the Day
Haste the Day – amerykański zespół muzyczny wykonujący chrześcijański metalcore, założony w Carmel w stanie Indiana w 2001 roku. Zespół wydał pięć albumów studyjnych po czym w 2011 roku zawiesił działalność. 15 sierpnia 2014 roku grupa oficjalnie ogłosiła reaktywację oraz rozpoczęła kampanię na Indiegogo której celem było zebranie pieniędzy na nową płytę.

## Dyskografia
Albumy studyjne
| Burning Bridges             | - Data: 9 marca 2004 - Wydawca: Solid State Records         | —   |                  |
| When Everything Falls       | - Data: 28 czerwca 2005 - Wydawca: Solid State Records      | 175 |                  |
| Pressure the Hinges         | - Data: 20 marca 2007 - Wydawca: Solid State Records        | 89  | - USA: 9,0 tys.+ |
| Dreamer                     | - Data: 14 października 2008 - Wydawca: Solid State Records | 68  | - USA: 7,7 tys.+ |
| Attack of the Wolf King     | - Data: 29 czerwca 2010 - Wydawca: Solid State Records      | 74  | - USA: 5,7 tys.+ |
| Coward                      | - Data: 19 maja 2015 - Wydawca: Solid State Records         | 105 | - USA: 5,8 tys.+ |
| "—" album nie był notowany. |                                                             |     |                  |

EP
| Tytuł                  | Dane dot. albumu                                            |
| ---------------------- | ----------------------------------------------------------- |
| That They May Know You | - Data: 20 października 2002 - Wydawca: Solid State Records |

DVD
| Tytuł                           | Dane dot. albumu                                        |
| ------------------------------- | ------------------------------------------------------- |
| Haste the Day vs. Haste the Day | - Data: 13 września 2011 - Wydawca: Solid State Records |

Albumy kompilacyjne
| Tytuł                     | Dane dot. albumu                                         |
| ------------------------- | -------------------------------------------------------- |
| Concerning the Way It Was | - Data: 22 listopada 2010 - Wydawca: Solid State Records |